# Poascirtus
Poascirtus is een geslacht van rechtvleugeligen uit de familie sabelsprinkhanen (Tettigoniidae). De wetenschappelijke naam van dit geslacht is voor het eerst geldig gepubliceerd in 1899 door Saussure.

## Soorten
Het geslacht Poascirtus  is monotypisch en omvat slechts de volgende soort:
- Poascirtus voeltzkowi (Saussure, 1899)